# 123RF
123RF is een Maleisisch bedrijf dat in 2005 werd opgericht. Het richt zich op stockfotografie en het onder licentie vrijgegeven van beeld-, video- en audiomateriaal. In 2021 bestond de collectie uit ruim 170 miljoen bestanden.

## Beschrijving
123RF werd op 3 april 2005 opgericht door Andy en Stephanie Sitt. Het fotobureau biedt naast de ruim 40 miljoen beeldmarketingrechten ook beeldbanken met vectorafbeeldingen, iconen, video- en audiobestanden.
Het beeldmateriaal wordt verkocht aan onder meer uitgeverijen en mediaproducenten, maar ook aan semi-professionele en particuliere internetgebruikers. Naast de gebruiksrechten voor foto's, die tegen betaling kunnen worden gekocht in de vorm van zogenaamde credits, verkoopt het bedrijf ook credits voor royaltyvrije afbeeldingen, die specifiek zijn gericht op niet-professionele gebruikers.
Het bedrijf heeft een dochteronderneming, SoundBounce, die zich richt op audiocontent. Ze brachten in 2015 hun eigen muziekproducties uit, die ook commercieel werden verspreid op enkele grote platforms.